# Maurício Rodorigues Alves Domingues
Maurício Rodorigues Alves Domingues (født 3. juli 1978) er en tidligere brasiliansk fodboldspiller.